# Vestiges gallo-romains de Metz
Les vestiges gallo-romains de Metz sont des vestiges de la présence d'une culture gallo-romaine à Metz, en France.

## Localisation
Ces vestiges sont situés dans le quartier Ancienne Ville de la commune de Metz, sous le musée de la Cour d'Or, dans le département français de la Moselle.

## Description
Les vestiges datent du Ier siècle. 
Ils sont classés au titre des monuments historiques par arrêté du 27 juillet 1938.